# Municipio de Clay (condado de Scioto)
El municipio de Clay (en inglés: Clay Township) es un municipio ubicado en el condado de Scioto en el estado estadounidense de Ohio. En el año 2010 tenía una población de 3690 habitantes y una densidad poblacional de 64,48 personas por km².

## Geografía
El municipio de Clay se encuentra ubicado en las coordenadas 38°47′37″N 82°58′0″O / 38.79361, -82.96667. Según la Oficina del Censo de los Estados Unidos, el municipio tiene una superficie total de 57.23 km², de la cual 56.02 km² corresponden a tierra firme y (2.11%) 1.21 km² es agua.

## Demografía
Según el censo de 2010, había 3690 personas residiendo en el municipio de Clay. La densidad de población era de 64,48 hab./km². De los 3690 habitantes, el municipio de Clay estaba compuesto por el 97.18% blancos, el 0.65% eran afroamericanos, el 0.35% eran amerindios, el 0.35% eran asiáticos, el 0.03% eran isleños del Pacífico, el 0.19% eran de otras razas y el 1.25% pertenecían a dos o más razas. Del total de la población el 0.73% eran hispanos o latinos de cualquier raza.